# 자오쯔
자오쯔(중국어 간체자: 饺子, 정체자: 餃子, 병음: jiǎozi, 한자음: 교자)는 밀가루 피에 소를 채워 반달 모양으로 빚은 뒤 굽거나 찌거나 삶아 내는 중화권의 만두이다. 춘절(중국 설날), 동지 등 명절 및 평상시에 즐겨 먹는다. 중화인민공화국의 국민 음식 가운데 하나로 여겨진다. 또한 중국 동한 말기(220)에는 의사 장중경이 백성들의 귀에 걸린 동상을 치료하기 위해 개발한 음식으로 알려져 있다.

## 자오쯔의 기원
자오쯔는 중국 각 지역에서 시대에 따라 훈툰, 자오쯔, 라오완, 삐앤스, 쟈오얼, 펀쟈오 등 다양한 이름으로 불렸다. 삼국시대(220~280)에는 위에야훈툰, 남북조시대(420~589)는 훈툰, 당(618~907)나라때는 얜위에싱훈툰(초승달 모양 훈툰), 송(960~1279)나라는 자오쯔, 원(1271~1368)나라에서는 비엔스, 청(1616~1912)나라 때는 자오쯔로 불렸다. 이후에도 자오쯔는 새로운 이름으로 변했고, 청나라(1616~1912) 때는 여러 지역으로 전파 되면서 쟈오얼, 수이띠앤신, 주뽀뽀 등 새로운 명칭이 생겨났다. 이는 명청(1368~1912)시기에 이미 민간에서 춘절 때 자오쯔를 먹는 풍습이 유행하게 되었다. 

## 이름
지역에 따라 "자오쯔"를 볜스(중국어: 扁食, 병음: biǎnshi, 한자음: 편식)로 부르는 곳도 있다. 푸젠이나 타이완에서 "볜스"나 민난어식 발음인 "삐안싯(pián-si̍t)"은 자오쯔가 아닌 "훈툰"을 가리키는 말이다.
발음이 같은 자오쯔(중국어: 角子, 병음: jiǎozi, 한자음: 각자)로 적기도 한다. 광둥어를 쓰는 광둥과 홍콩 등에서는 가우(광둥어: 餃, 월병: gaau2)와 곡(광둥어: 角, 월병: gok3)의 발음이 다르지만, "하가우" 등과 "곡자이", "우곡" 등에서 볼 수 있듯 둘 다 사용된다.
한국에서는 한국 한자음인 "교자"로도 부르며, "만두"나 "중국 만두"로 불리기도 한다. 그러나 "자오쯔"가 "만두"와 1:1 대응되는 것은 아니다. 한국 만두 가운데는 왕만두 등 자오쯔보다 바오쯔와 더 비슷한 것과 어만두, 숭채만두 등 자오쯔나 바오쯔 중 어느것과도 비슷하지 않은 것이 있으며, 한국에서 "중국식 만두"로 불리는 음식 가운데 훈툰, 사오마이, 샤오룽바오 등도 중화권에서 "자오쯔"로 분류되지 않는다.
일본에서는 "교자(ギョーザ)"로 불린다.
영어권에서는 "덤플링(dumpling)"으로 불리기도 한다.

## 종류
자오쯔는 크게 남방식과 북방식으로 나눌 수 있다. 남쪽 지역은 정자오가 많고 모양을 중시한다. 광동 지역의 대표적인 정자오인 샤자오(새우만두)는 백색 자오쯔 피에 붉은 색을 띄는 새우속이 드러나 보이고, 매운 맛이 강해 입에 넣으면 향기가 퍼지는 것이 특징이다. 북쪽 지역은 수이자오나 자오쯔탕이 많으며 맛이 진하고 기름기가 많은 편이다. 또 내몽고의 양러우자오(양고기만두)는 양념 맛보다는 고기 특유의 신선한 맛이 나며, 요녕성의 랴오볜자오쯔는 윤기가 나고 매끄러우며 감칠맛이 난다. 흑룡강의 바이수이자오(물만두)는 피가 얇고 속을 많이 넣는 것이 특징이며 맛은 담백하다. 자오쯔는 재료에 따라 다양한 이름이 붙는데 닭고기, 죽순, 부추로 소를 넣은 지러우둥쑨셴자오쯔, 향채와 돼지고기로 속을 넣은 샹차이셴자오쯔, 수박의 겉 껍질을 제거한 후 소금물에 담갔다가 잘게 다져 고기, 새우와 함께 속을 넣은 시과피셴자오쯔 등이 있다. 
- 수이자오(水饺, 水餃, shuǐjiǎo): 물에 삶아 내는 자오쯔이다.
- 젠자오(煎饺, 煎餃, jiānjiǎo): 기름에 지져 내는 자오쯔이다.
- 정자오(蒸饺, 蒸餃, zhēngjiǎo): 찜통에 쪄 내는 자오쯔이다.
- 탕자오(汤饺, 湯餃, tāngjiǎo): 국물에 끓여 내는 자오쯔이다. 국물과 함께 떠 먹는다.

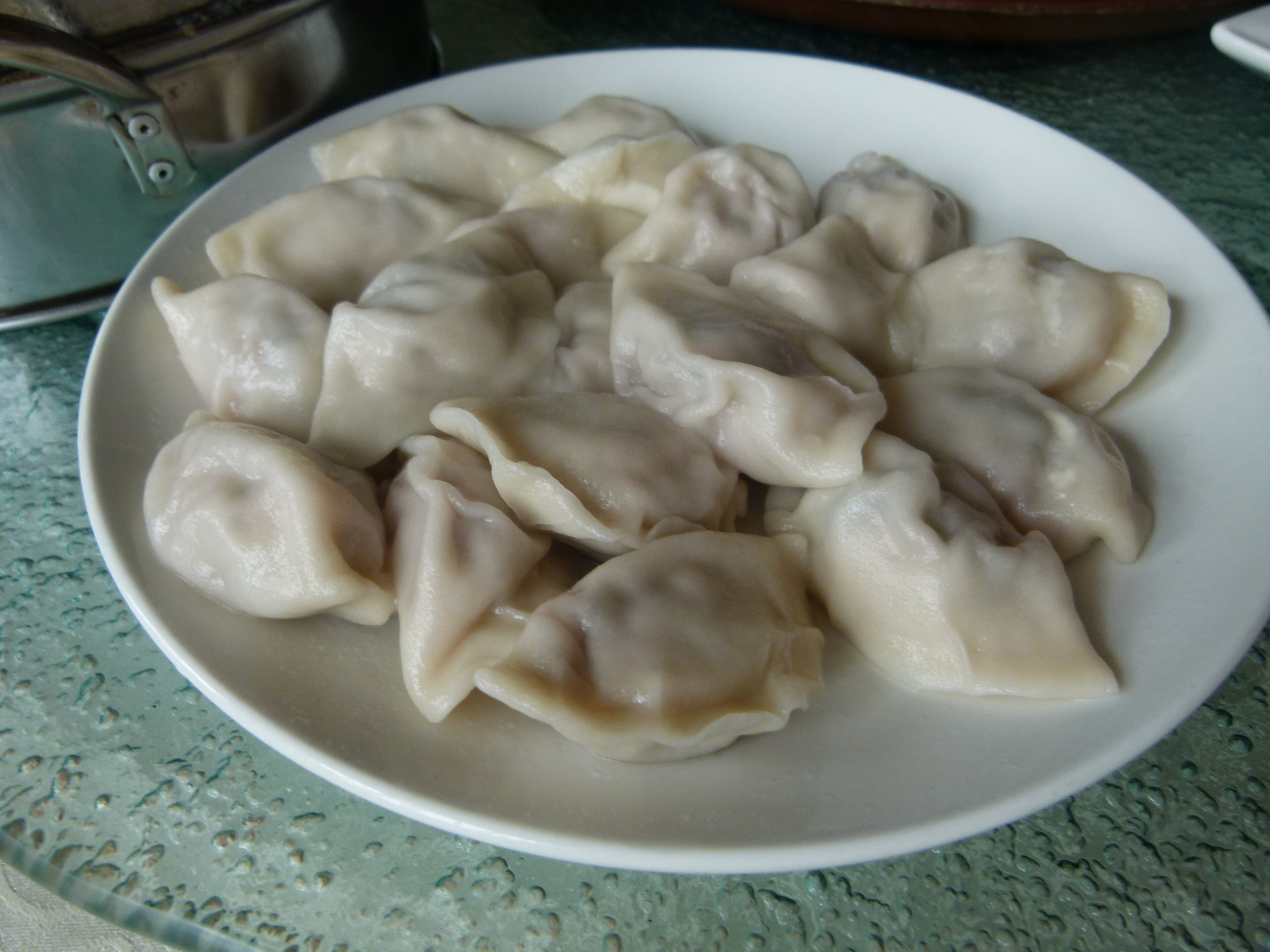
수이자오
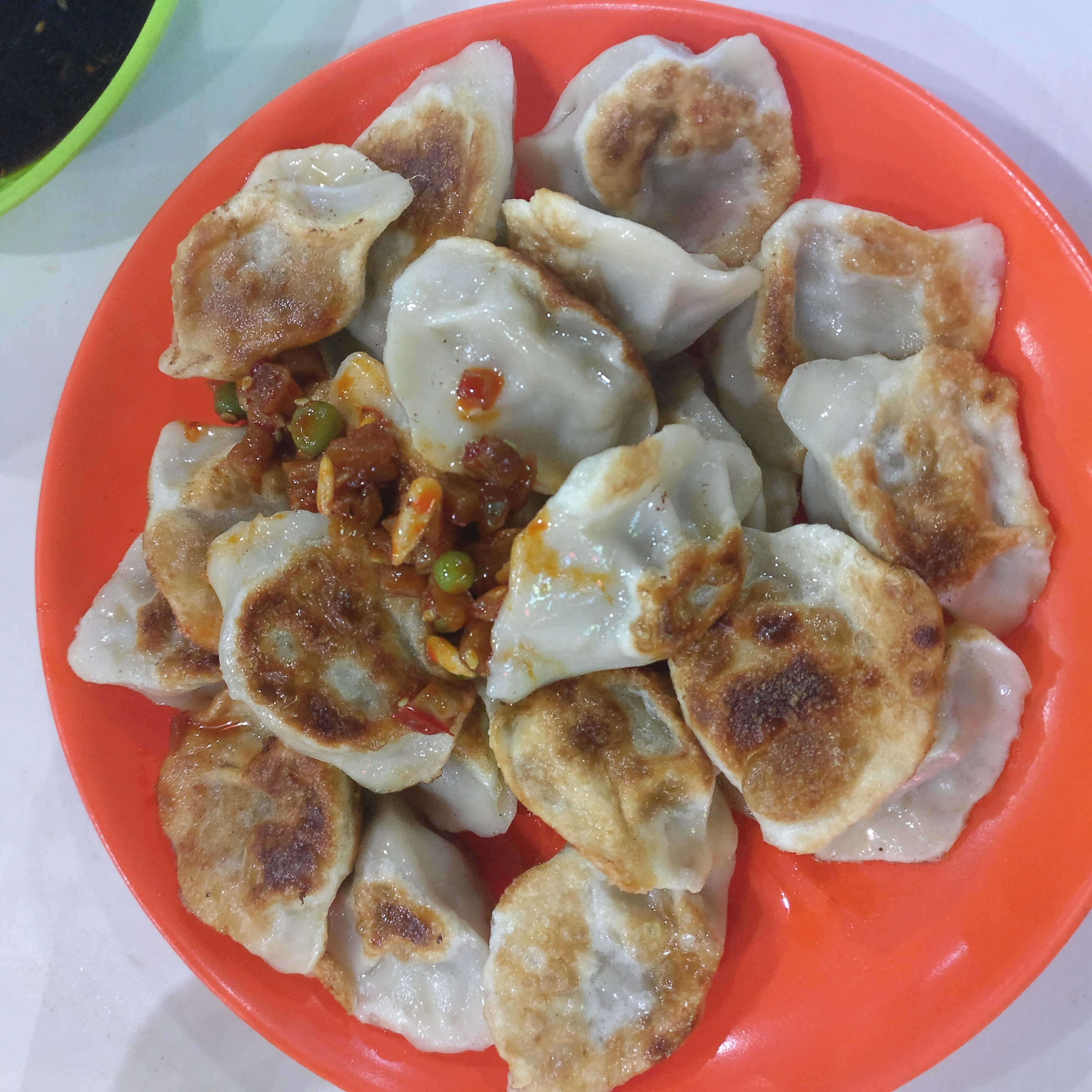
젠자오
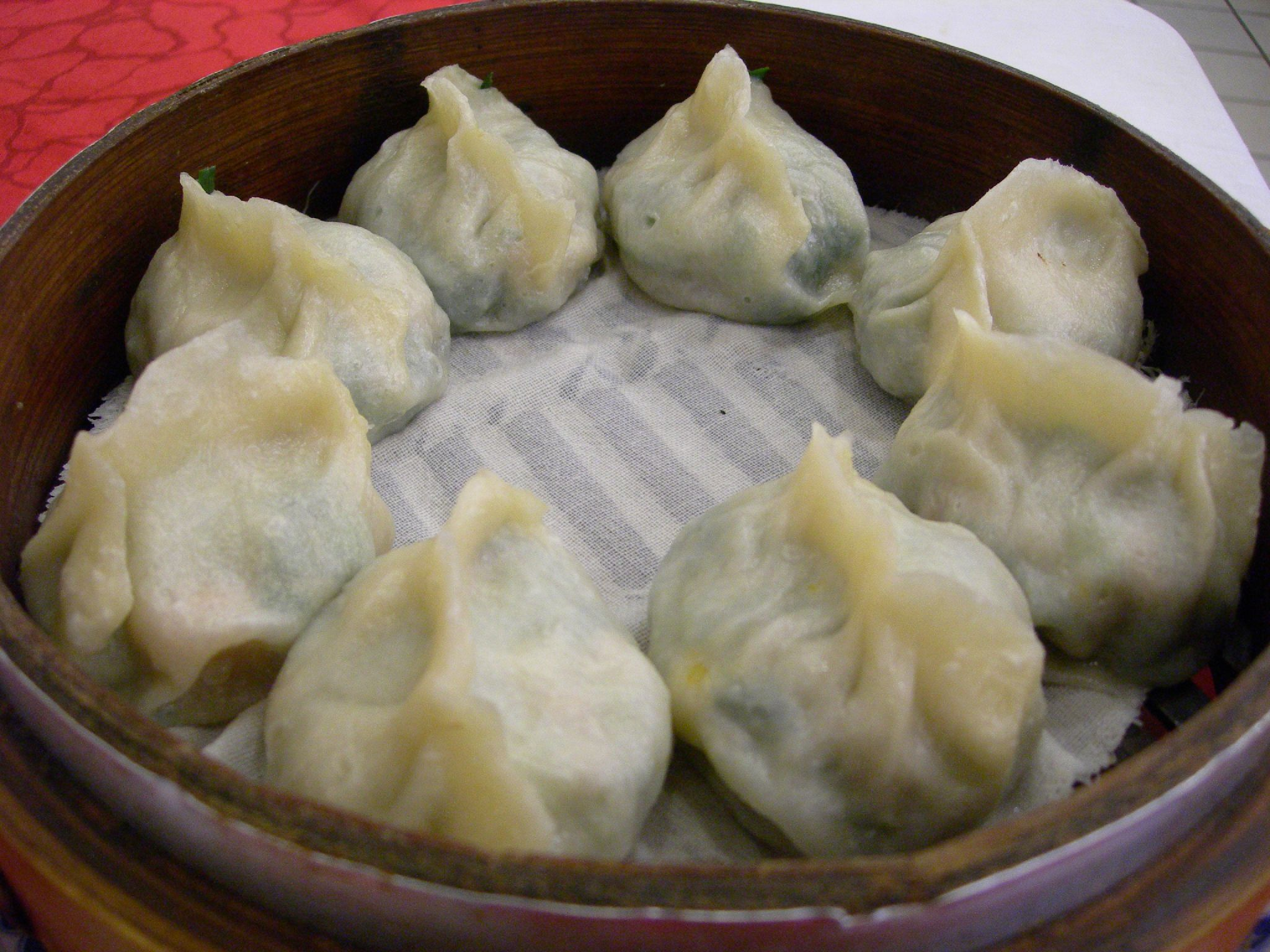
정자오
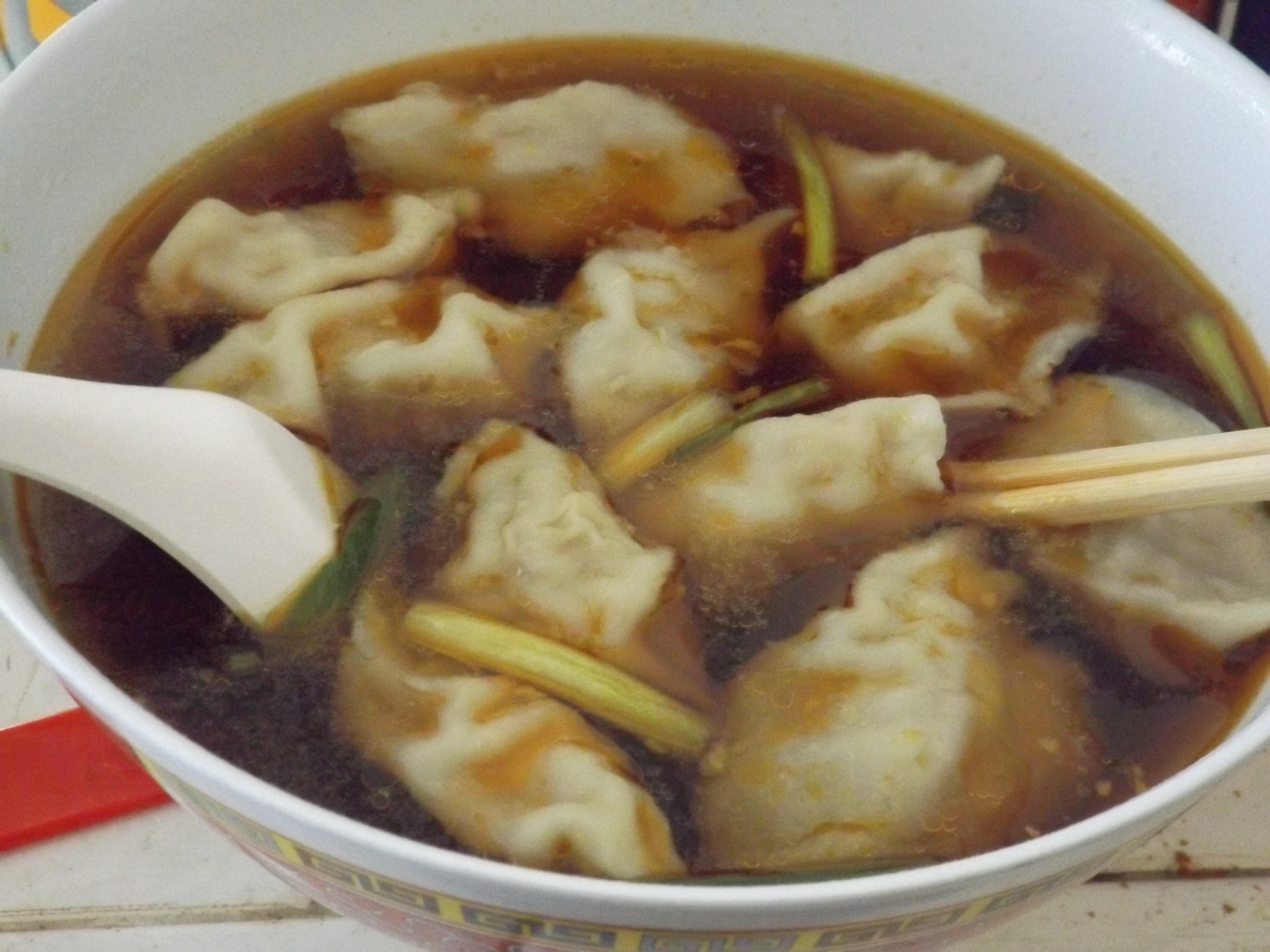
탕자오

## 자주 사용되는 재료
- 밀가루
- 육류 (돼지, 소, 양)
- 야채
- 물
- 소금
- 참기름
- 간장
- 후추 가루

## 만드는 방법
1. 미지근한 물에 밀가루, 소금, 달걀을 넣고 섞는다.
2. 수분이 증발하지 않도록 뚜껑이 있는 용기에 넣어 보관한다.
3. 밀가루 피 속에 넣을 재료로 쓰일 고기, 소금, 조미료, 생강즙, 간장, 참기름, 물, 후추 가루, 각종 야채를 잘게 썰어 재료가 섞이도록 하여 30분 정도 재워둔다.

- 삶기 솥에 물을 넣고 끓이다가 김이 나면 쟈오쯔를 넣어 삶아지면 솥에서 꺼낸다.
- 지지기 기름을 부어 불을 약하게 하고 쟈오쯔를 한 개씩 안 겹치게 놓고 젓가락으로 뒤집어가며 지진다.

## 사진

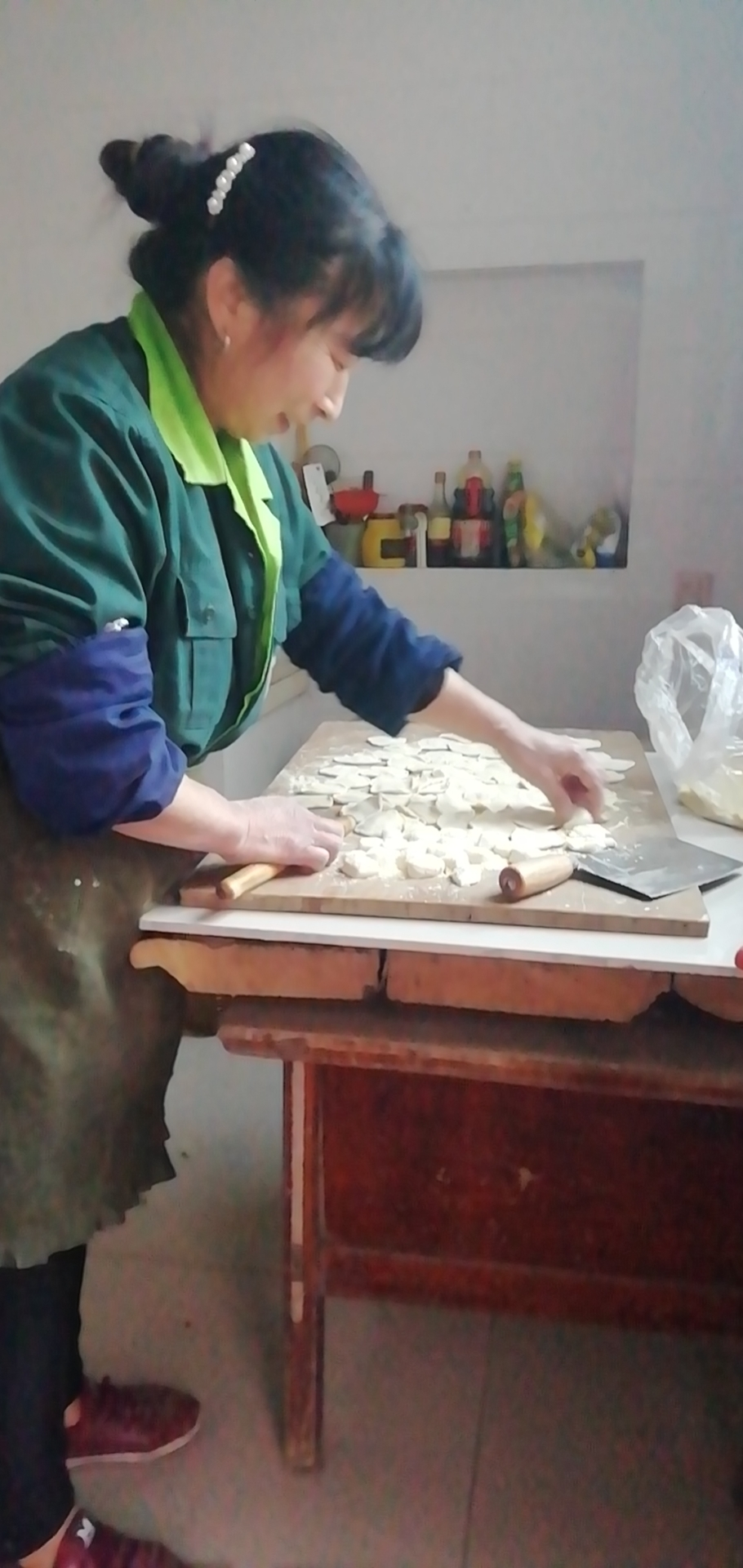
자오쯔 피를 미는 모습
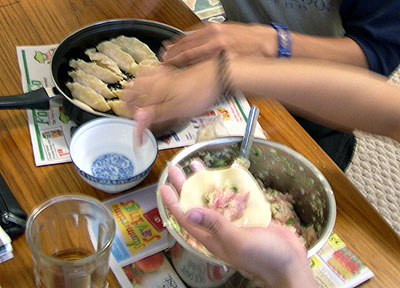
자오쯔를 빚는 모습
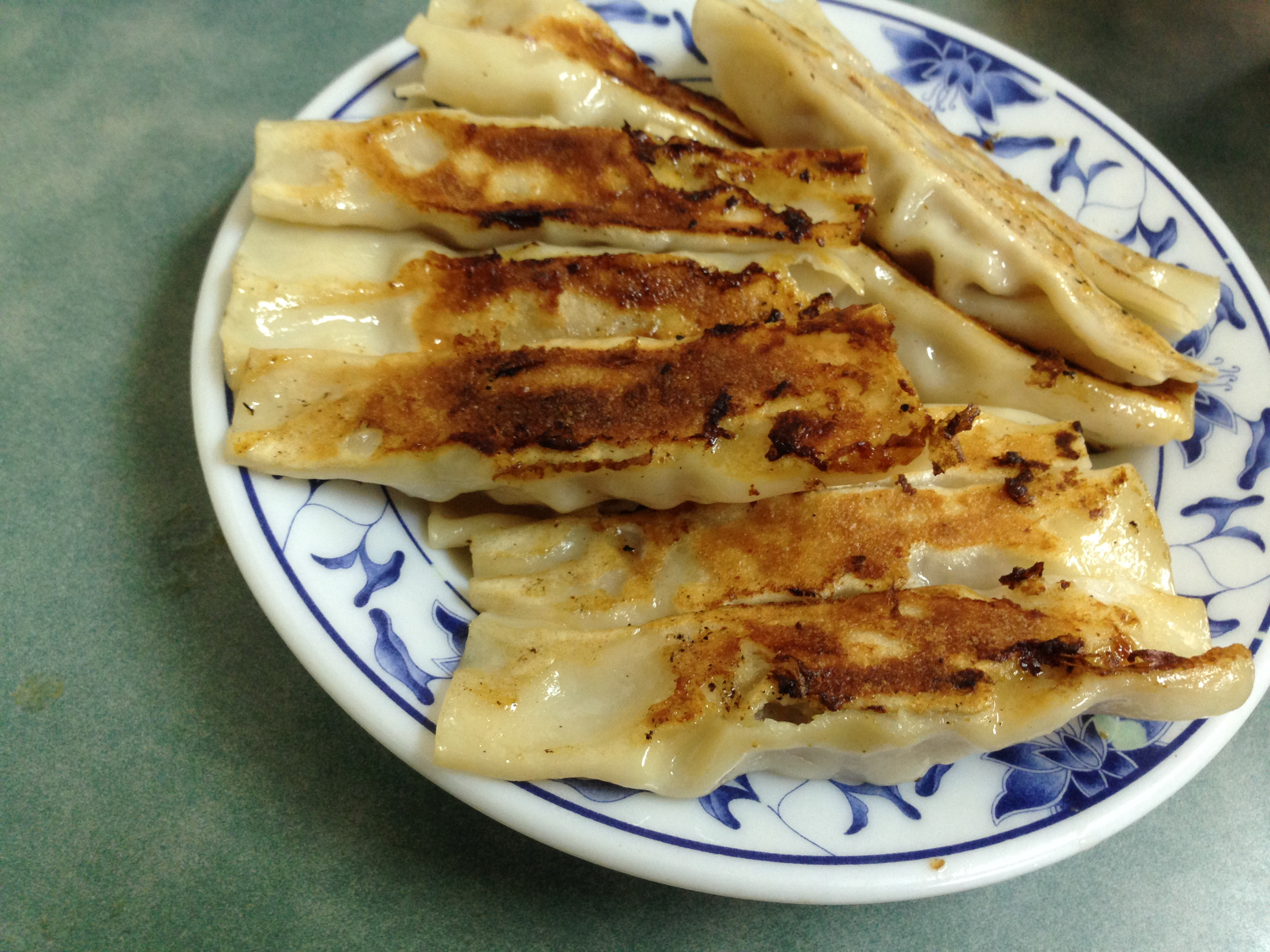
궈톄
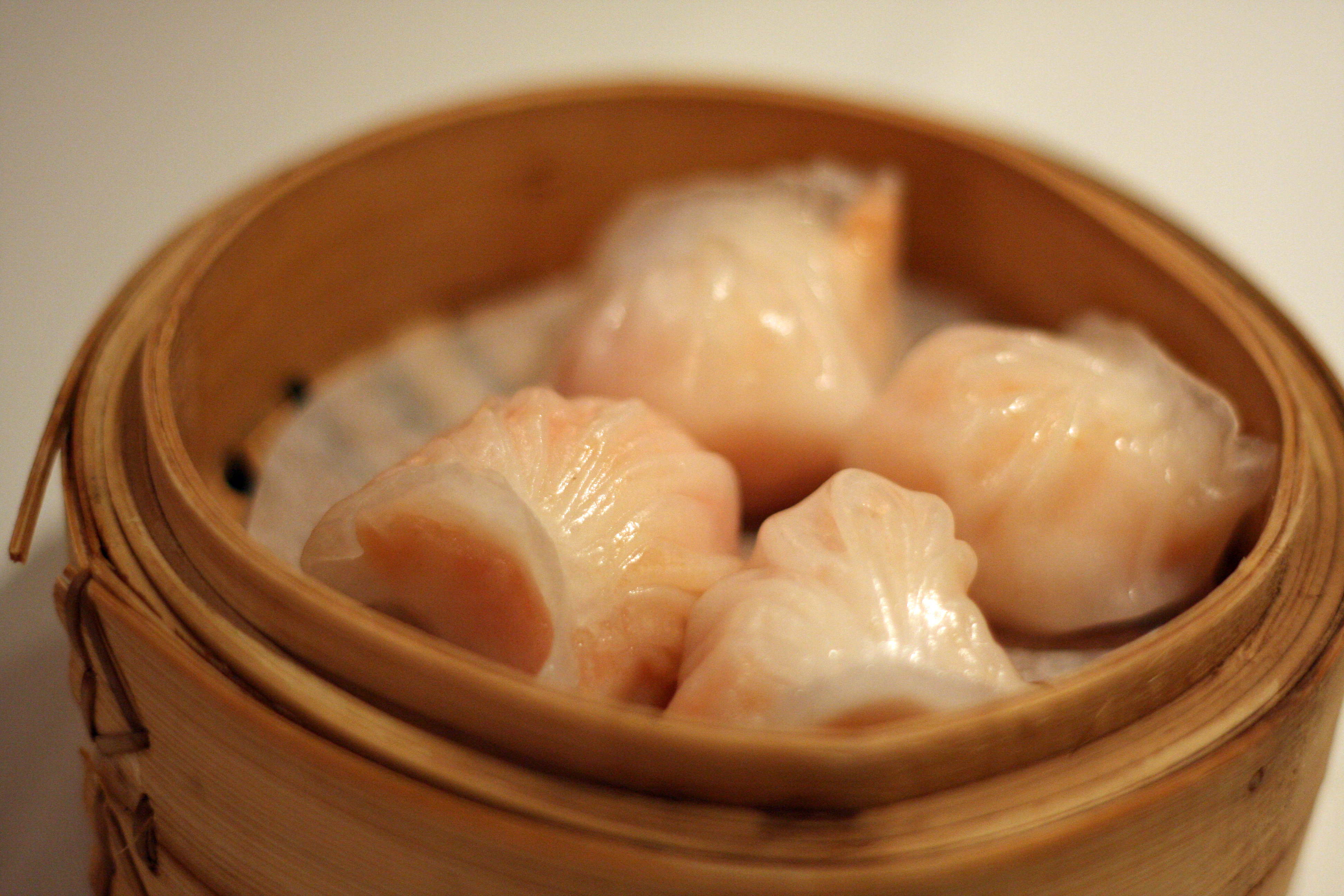
하가우

## 같이 보기
- 궈톄
- 바오쯔
- 시우마이
- 샤오룽바오
- 훈툰
- 소를 넣은 음식 목록